# Nilson Bylaardt
Nilson Bylaardt (Guaramirim, 23 de setembro de 1962) é um empresário e político brasileiro.
Foi vereador do município de Guaramirim de 1º de janeiro de 1989 a 31 de dezembro de 1996 e  prefeito de Guaramirim de 1º de janeiro de 2009 a 31 de dezembro de 2012.

## Biografia
Formado em Análises Químicas,  foi eleito por duas vezes vereador de sua localidade natal, chegando à presidência da Câmara de Vereadores em duas oportunidades: de 1 de janeiro de 1992 a 31 de dezembro de 1992 e de 27 de junho de 1996 a 31 de dezembro de 1996.
Foi diretor do Hospital Municipal Santo Antônio e Secretário Municipal da Saúde e Bem Estar Social de Guaramirim. Exerceu também o cargo de Secretário de Esportes, Cultura e Lazer.
No governo de Luiz Henrique da Silveira, foi convidado a exercer o cargo de secretário adjunto da Secretaria de Desenvolvimento e o cargo de Diretor de Articulação na Secretaria de Infraestrutura em Florianópolis.
Na campanha à Prefeitura em 2008, concorrendo pela segunda vez, recebeu apoios estaduais importantes, como do governador Luís Henrique da Silveira, de ex-governadores, deputados estaduais, deputados federais e presidentes estaduais de partidos.

### Infância
Nilson Bylaardt nasceu em 23 de setembro de 1962 na localidade de Jacu-Açu, interior do município de Guaramirim. É o primeiro de cinco filhos de Armin Bylaardt e Luiza Debatin Bylaardt. Neto de Arnoldo Van Den Bylaardt Junior e Irma Zager, avôs paternos. E bisneto paterno de Arnoldo Van Den Bylaardt e Ana Voigt. Quando tinha apenas três anos de vida, seu avô foi eleito prefeito de Guaramirim, levando consigo a família para morar no centro da cidade.

### Educação
Durante o período em que residiu na localidade do Jacu-Açu, Bylaardt foi alfabetizado no Colégio Estadual Almirante Tamandaré, onde concluiu o ensino fundamental. Transferiu-se depois para o Colégio São Luís/Marista - de cunho religioso -, na cidade vizinha de Jaraguá do Sul. Pouco depois, conseguiu uma vaga no curso de analista químico. Formou-se três anos mais tarde, em 1979.

## Experiência política

### Vereador municipal
Eleito em duas legislaturas. Na primeira, como o quarto vereador mais votado para 1989-1992, com 397 votos e novamente, como terceiro mais votado para 1993-1996, com 479 votos.

### Carreira política até a prefeitura

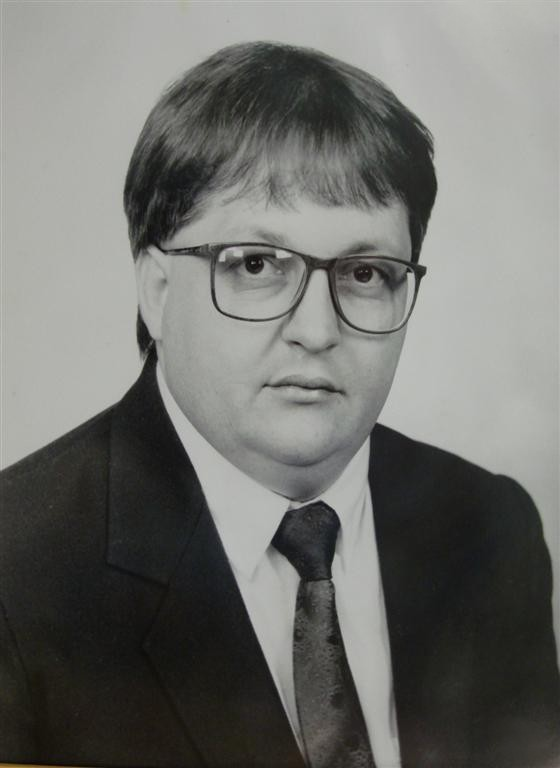
Nilson Bylaardt, presidente da Câmara de Vereadores.

Em 1989, Bylaardt participou das eleições para o governo de Guaramirim, ao lado de Antônio Carlos Zimmermann. Onde foi eleito como o quarto vereador mais votado para 1989-1992, com 397 votos e reeleito no pleito municipal de 1992, como terceiro mais votado para 1993-1996, com 479 votos.
Bylaardt não se candidata novamente a vereador, preferindo, a partir de 1997, atuar como secretário municipal de Saúde e Bem Estar Social, concomitantemente Gestor do Hospital Municipal Santo Antônio, onde enfrenta sérios problemas devido ao grande endividamento do hospital, além do péssimo estado físico do prédio.
A partir da década de 2000, Bylaardt trabalha para intensificar suas atividades pelo partido, colaborando a estruturar o PMDB em todos os cantos de Guaramirim.
Em 2004, realizou-se a eleição para prefeito municipal. Bylaardt se candidatou a prefeito mas perdeu. Mário Sérgio Peixer, candidato do PFL, é reeleito prefeito. De um total de 17 442 eleitores e 3 candidatos a majoritária, Bylaardt obteve 5 690 votos - ficando 1 743 votos atrás do primeiro colocado. Com isso, ficou à frente do então candidato do PSDB.
A campanha eleitoral de Bylaardt em 2008 teve discursos moderados, prometendo "As Pessoas em 1º Lugar", respeito ao cidadão e acima de tudo, ações de mudança, da antiga política 'arroz com feijão' que vinha sendo feita em Guaramirim.

### Prefeito de Guaramirim

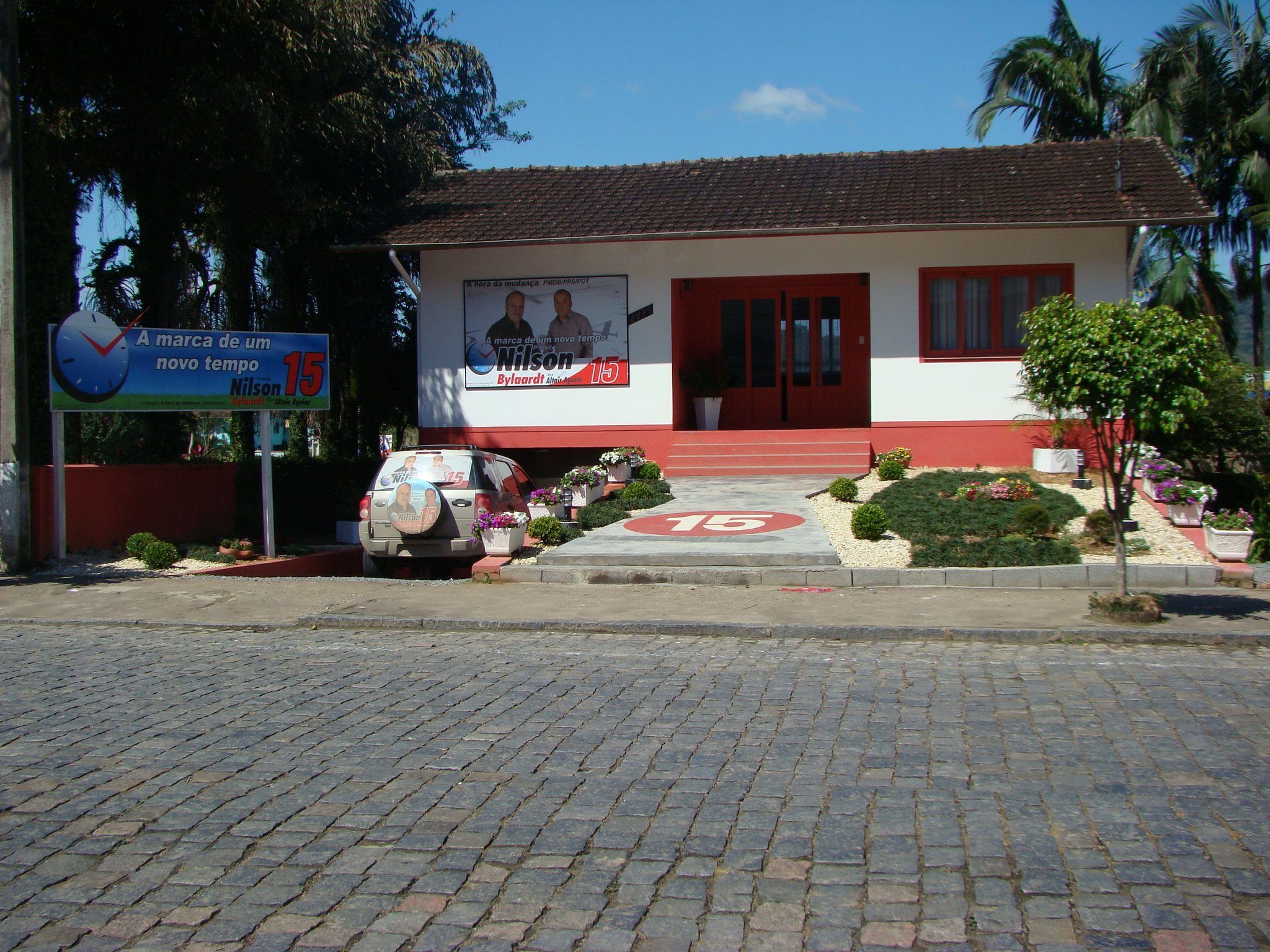
Comitê político de Bylaardt, na campanha eleitoral de 2008.

## Fatos

### Hospital Santo Antônio
Bylaardt foi acusado de improbidade administrativa, referente ao tempo que dirigiu o hospital. A acusação referia-se à emissão de 333 cheques sem fundo para compra de matéria-prima para os atendimentos do hospital. Mas, de acordo com a decisão judicial da Justiça da Comarca de Guaramirim, Bylaardt não desviou o dinheiro dos cheques, o que levou-o a ser inocentado das acusações.
Com a grande oscilação e até 30% no preço dos medicamentos, a falta de estoque era o principal problema que enfrentava o Hospital Santo Antônio. Dessa forma os remédios eram adquiridos quando a demanda exigia. Bylaardt garante, entretanto, que ninguém morreu no hospital por falta de medicamento. O procedimento é confirmado pela enfermeira-chefe, Solmara Xavier de Paula, que complementa que não faltou material de uso no pronto-socorro.
Segundo registros da época, a Prefeitura de Guaramirim, dirigida pelo então prefeito Antônio Carlos Zimmermann não havia feito o repasse de verbas para o hospital. Os cheques foram cobertos, embora com atraso.
No processo consta o depoimento do ex-funcionário Oswaldo Oeschler, comprador de medicamentos do hospital na época. Oescheler afirma que nos 24 anos que trabalhou no estabelecimento, entre 1977 e 2001, nunca foi realizada uma licitação para compra de remédios. A alegação de urgência na compra não foi aceita pelo judiciário.

### Cassação do diploma

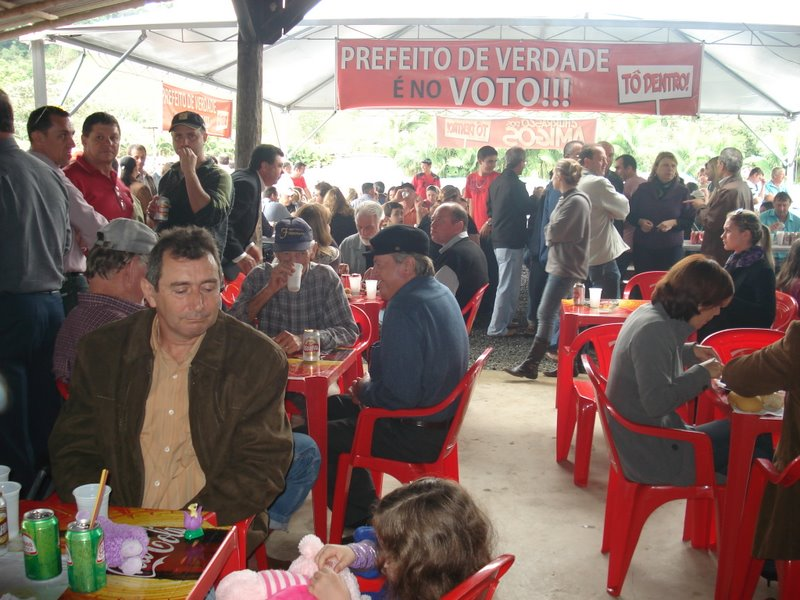
"Churrasco dos Amigos".

Bylaardt teve seu diploma cassado pelo Tribunal Regional Eleitoral durante a sessão do dia 1 de julho de 2009 por captação ilícita de sufrágio - compra de votos, devido de irregularidades no período da campanha eleitoral de 2008, quando Bylaardt supostamente teria pago um micro-ônibus da Viação Canarinho para viagem ao Parque Temático Beto Carrero World, no município de Penha, que ocorreu em 25 de setembro de 2008, com integrantes do Clube de Mães da localidade de Poço Grande, em Guaramirim, com o intuito de captar votos. O Tribunal anulou os 7 551 votos obtidos por Bylaardt e o segundo colocado na eleição de 2008  Evaldo João Junckes (6 100 votos, 1 451 votos a menos que Bylaardt) assumiu a prefeitura. Guaramirim possuía 22 145 eleitores quando da eleição de 2008.
No dia 12 de setembro de 2009, os partidários de Bylaardt organizaram um encontro (intitulado "Churrasco dos Amigos") de diversas lideranças políticas do Estado de Santa Catarina e da cidade, além da presença da comunidade local com o objetivo de realizar uma ação entre amigos e angariar fundos necessários para cobertura dos honorários advocatícios dos juristas contratados em Brasília e Porto Alegre, do recurso especial no Tribunal Superior Eleitoral (TSE), em contestação da cassação do cargo de prefeito em 1 de julho de 2009 pelo Tribunal Regional Eleitoral de Santa Catarina por captação ilícita de sufrágio (compra de votos).

### O desfecho
No dias 17 de novembro de 2009 os ministros do Tribunal Superior Eleitoral (TSE) decidiram, por maioria, reverter decisão do Tribunal Regional Eleitoral de Santa Catarina (TRE-SC) que tirou do cargo de prefeito de Guaramirim, por compra de votos, Nilson Bylaardt (PMDB) e o vice-prefeito Altair José de Aguiar. O prefeito, eleito em 2008, teria efetuado o pagamento de uma viagem ao Parque Beto Carrero World a um grupo de senhoras da cidade, integrantes do Clube de Mães, com a intenção de angariar votos. O TRE entendeu que o pedido de votos, mesmo não explícito, estaria demonstrado pelo contratação do ônibus, conforme a documentação anexada aos autos. O relator do recurso, ministro Marcelo Ribeiro, disse que o fato de Nilson Bylaardt ter pago o aluguel do ônibus não é suficiente para configura compra de votos. "A meu ver isso é presunção", afirmou. O ministro salientou entender que não ficou caracterizada a violação ao artigo 41-A da Lei 9504/97 (Lei das Eleições). Esse artigo estabelece como compra de votos o candidato doar, oferecer, prometer, ou entregar, ao eleitor, com o fim de obter o voto, bem ou vantagem pessoal de qualquer natureza, inclusive emprego ou função pública, desde o registro da candidatura até o dia da eleição". A divergência coube ao ministro Arnaldo Versiani, para quem a decisão do tribunal regional estava correta ao considerar que houve prova concreta no caso.

## Cronologia sumária

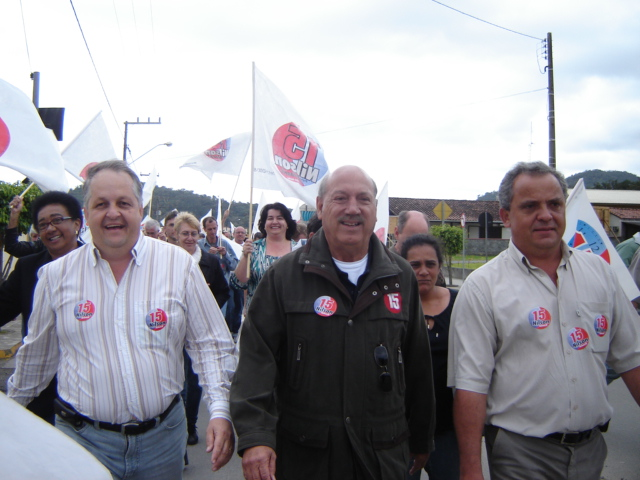
O então candidato a prefeito Nilson Bylaardt, recebendo o apoio do Governador Luiz Henrique da Silveira.

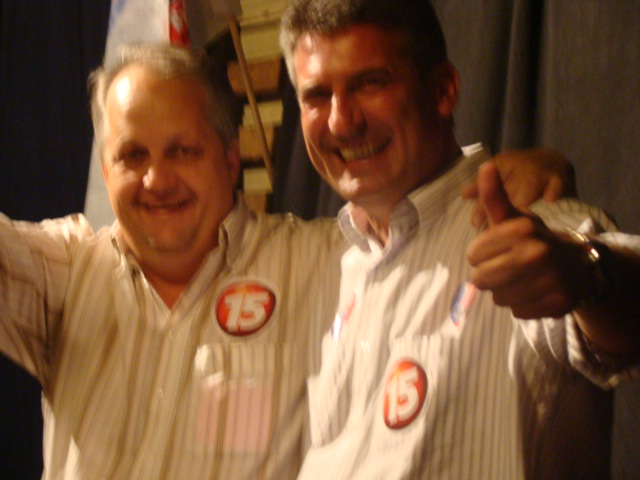
Nilson Bylaardt e o deputado federal Mauro Mariani.

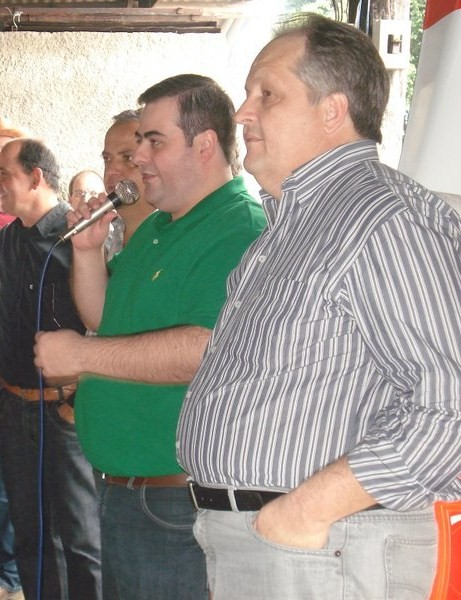
Bylaardt e o deputado estadual catarinense, Carlos Chiodini.